# Pondera

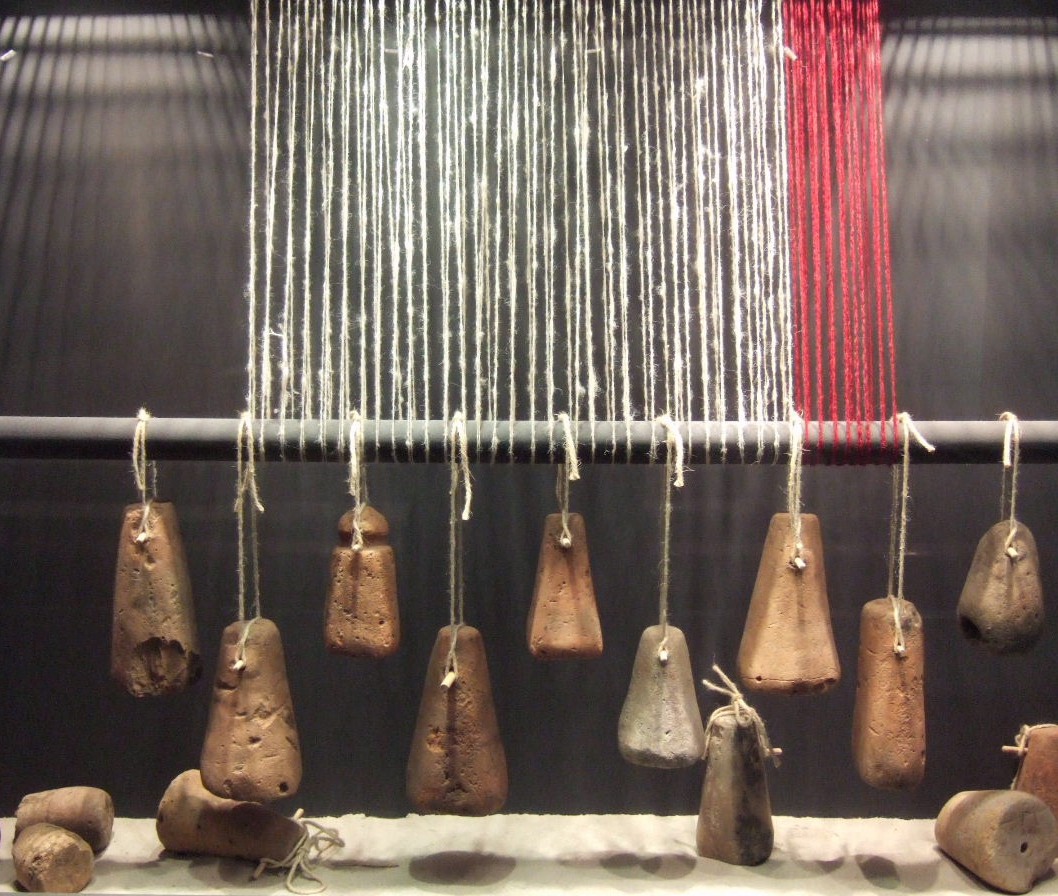
Ponderas en un telar romano, donde las pesas cuelgan de una barra donde se atan los hilos.

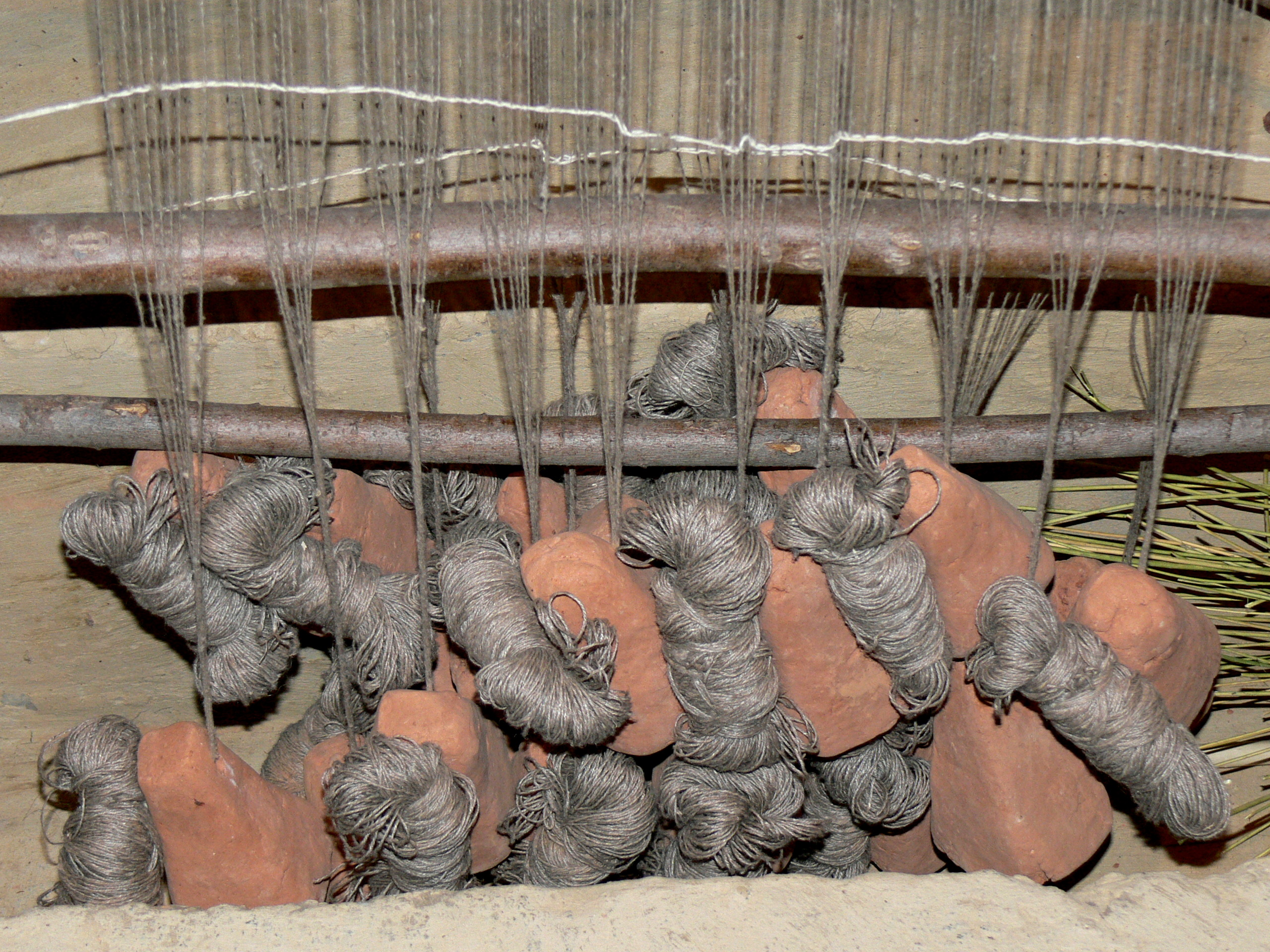
Reconstrucción de un telar donde las ponderas tensan los hilos directamente.

La pondera, en latín pondus, o pesa de telar es una pieza de cerámica o piedra que hace de peso para tensar los hilos de la urdimbre de un telar.
Se encuentran pesas de telar de distintas formas, tamaños y materiales.
No se debe confundir con la tortera, que es la pesa de un huso de hilar vertical, ni aun cuando la tortera es mencionada como fusayola o como fusayola de telar. aunque en la literatura arqueológica se encuentra, en ocasiones, el uso de los términos fuyasola y pesa de telar como sinónimos, e incluso se utiliza «fusayola de telar», que mezcla ambas. 